# Производственный капитал
Производственный капитал (реальный или физический капитал) — форма капитала, непосредственно используемая в производстве (средства производства).
В макроэкономике, физический капитал (капитальные блага, запасы капитала) рассматривается как фактор производства, включающий здания, оборудование, программное обеспечение, запасы (оборотные активы). Физический капитал считается запасом капитальных благ. Различные экономические производственные функции, которые используются для моделирования экономических процессов, обычно включают капитал как один из факторов производства.
В процессе использования реальный капитал оборачивается с разной скоростью, поэтому для учёта выделяют основной и оборотный капитал. Основной капитал обычно свою стоимость переносит на продукцию в форме амортизации или регулярных арендных платежей. Оборотный капитал чаще всего представлен как сырьё, комплектующие и производственные запасы. Его стоимость обычно полностью распределяется на себестоимость выпущенной продукции.